# Rock Estatal (revista)
Rock Estatal es una revista musical española dedicada exclusivamente a artistas y formaciones de rock español. 
Tras existir desde junio de 2002 como portal de Internet, Rock Estatal se transformó en revista en junio de 2007 con el lanzamiento de su primer número, cuya portada estaba dedicada al grupo navarro Marea (banda). Koma, Boikot, Soziedad Alkoholika, Extremoduro, Ska-P, Def Con Dos, Hamlet, Gatillazo, Barricada, Los Suaves, Narco, Mägo de Oz, Leño, Uzzhuaïa, Eskorbuto, Porretas, Sôber, Ñu, Barón Rojo, Berri Txarrak, Dikers, Loquillo, Kaotiko, Burning, Desakato, Gritando en Silencio, Sínkope, Celtas Cortos, Rosendo, La Fuga, La Raíz, Whisky Caravan, Hora Zulú o Aurora Beltrán también han protagonizado la portada de la publicación. 
Actualmente, la revista tiene una tirada de 25.000 ejemplares, periodicidad trimestral, cuenta con 170 páginas, y se distribuye con pósteres y un DVD en todo el territorio español y en Argentina, Chile, Colombia, Costa Rica, Ecuador, El Salvador, Honduras, México, Panamá, Paraguay, Perú, Puerto Rico, Uruguay y Venezuela. 
A su vez, en 2016 inauguró su sección "Conexión Latina", con motivo de mejorar los vínculos entre las bandas y la prensa musical con Latinoamérica. 

## Personal
- Dirección: Juan Palacios
- Coordinación y edición: Rubén G. Herrera
- Arte y diseño: Aarón Pérez
- Redacción Web: Javier Martínez

Colaboradores: Alex Márquez, Ana Hurtado, Ángel Corral, Antonio Guerrero, Antonio Martín, Antonio Yeska,
Arcadio Rodríguez, Bernardo Cruz, Bruno Corrales, Coronel Mortimer, Carlos García, Carolina Arribas, Chema Granados, Sergio G. “Chenchi”, Dani Álamo, David Pérez, Diego Cardeña, Eva Plaza, Fernando Garayoa, Iván Castillo, Iván Díaz, Isaac Sarrión, J. Alberto Martín, Daniel Sancet, Javier Sanabria, Jaume Esteve, Jaume Gosálbez, Javier M. Alcáraz, Javier Escorzo, Javier Sanabria, Jesús Casañas, Jorge Aldea, José Luis Fernández ‘Josetxu’, Justo J. Pérez, Lucía Jiménez, María Pachón, Marcos Arranz Melero, Marcos Gendre, Marina Solis de Ovando, Mario Baños, Marta Elías, Miguel Martín, Miguel Villar, Olivia LH, Rafa Ruiz Pleguezuelos, Rafael López, Ramón G. Pereira, Raúl Ruiz, Rocío Gómez, Román C. Casanova, Rubén Ramis, Víctor Ossorio.
Fotógrafos más habituales: Tuco Martín, Juan Pérez Fajardo, Rubén G. Herrera, Kepa Garro, Mariano Regidor, Carlos García Azpiazu, Héctor Vila, Bernardo Cruz, Cristian López, Tamara Rozas Gutiérrez, Irene Bernard, Javier Bragado, Pedro Bao, Aitor Nova.